# Hryńki
Hryńki (ukr. Гриньки, Hryńky) – wieś na Ukrainie w obwodzie tarnopolskim, w rejonie krzemienieckim. W 2001 roku liczyła 264 mieszkańców.